# (15881) 1997 CU
(15881) 1997 CU est un astéroïde de la ceinture principale découvert en 1997.

## Description
(15881) 1997 CU a été découvert le 1er février 1997 à l'observatoire astronomique d'Ōizumi, situé à Ōizumi, dans la préfecture de Gunma, au Japon, par Takao Kobayashi.

### Caractéristiques orbitales
L'orbite de cet astéroïde est caractérisée par un demi-grand axe de 2,38 UA, un périhélie de 2,27 UA, une excentricité de 0,05 et une inclinaison de 6,10° par rapport à l'écliptique. Du fait de ces caractéristiques, à savoir un demi-grand axe compris entre 2 et 3,2 UA et un périhélie supérieur à 1,666 UA, il est classé, selon la JPL Small-Body Database, comme objet de la ceinture principale.

### Caractéristiques physiques
(15881) 1997 CU a une magnitude absolue (H) de 14,7 et un albédo estimé à 0,093.